# Rauðufossafjöll
Der Gebirgszug der Rauðufossafjöll [rœyðʏfɔsːafjœtl̥] (auch: Rauðfossafjöll) liegt im Süden von Island im Isländischen Hochland nicht weit von Landmannalaugar. An ihrer höchsten Stelle erreichen die Berge eine Höhe von 1230 m.

## Name
Die Berge sind nach dem Wasserfall Rauðufossar (deutsch: „rote Wasserfälle“) benannt (isländisch fjöll ‚Berge‘; insgesamt zu Deutsch „die Berge des roten Wasserfalls“). Der besagte Wasserfall befindet sich im Nordwesten der Berge. Er ist gut von der Piste Dómadalsleið aus zu sehen.

## Lage und Vulkanismus
Das Gebirgsmassiv befindet sich auf dem Gebiet des Torfajökull-Vulkansystems und einige Kilometer östlich der Hekla. Die Berge bestehen aus Rhyolith, was sich durch die Nähe zum Zentralvulkan, dem Torfajökull, erklärt.
Im Norden des Gebirgsmassivs befindet sich ein Explosionskrater, im Süden Tafelvulkane.
Die Berge entstanden in einer Ausbruchsphase im Torfajökullsystem vor ca. 70.000 Jahren. Es handelt sich eigentlich um zwei Bergketten, die über parallel ausgerichteten Vulkanspalten liegen.
Näher untersucht wurden bisher vor allem die Tafelvulkane im Südosten des Bergmassivs. Dabei stellte sich heraus, dass es sich hier um Tafelvulkane aus Rhyolith-Gestein handelt, von denen noch nicht viele untersucht worden waren. Die meisten Tafelvulkane bestehen vor allem aus Basalt (vgl. Herðubreið). Die hier untersuchten Berge entstanden unter mindestens 350 m dicken Eisschichten während der Eiszeit. Ihr Ausbruch muss viel explosiver gewesen sein, als bei basaltischen Tafelvulkanen. Dies brachten genauere Untersuchungen ihrer Oberfläche ans Licht. Dabei erwies sich, dass die Ausbrüche mit heftigen phreatomagmatischen Explosionen in einem Eisgewölbe begannen und eine 300 m dicke Ascheschicht produzierten. Nach dem Durchbrechen des Eispanzers folgte eine effusive Phase und Lava wurde innerhalb der Eiskessel aufgehäuft. Auch an den Seiten der Vulkane bildeten sich diverse Lavaformationen.

## Hochlandpiste Dómadalseið
Eine Piste, ein vormaliger Reitweg, verbindet die Küste mit dem Landesinneren, in dem Fall der Gegend um Landmannalaugar. Sie heißt Dómadalsleið. Südlich von ihr liegen die Rauðufossafjöll.